# Akcja Nowy Rok
Akcja "Nowy Rok" – akcja Polskiego Ruchu oporu przeciw niemieckiemu transportowi kolejowemu. Wykonana została w Warszawie przez Kedyw Okręgu Warszawskiego w noc sylwestrową (tj. 31 grudnia 1942 / 1 stycznia 1943).

## Cele akcji
Celem akcji było:
1. wysadzenie wiaduktu kolejowego na Woli (na przecięciu linii kolejowej z ulicą Wolską, niedaleko ulicy Bema). O godzinie 2 w nocy przybyli na miejsce akcji kpt."Szyna" (Zbigniew Lewandowski), por. "Gryf" (Leon Tarajkowicz) i por. "Jotes" (Jerzy Skupieński) wraz z pięcioma podchorążymi z batalionu "Chwackiego". Okazało się, że wiadukt jest dobrze strzeżony. Próba likwidacji jednego z żandarmów nie udała się. Ostrzelana z nasypu grupa saperska musiała się wycofać.
2. wysadzenie toru w tunelu linii średnicowej. Dokonał tego zespół Kedywu z podokręgu "Struga". Ok. godziny 1.55 za pomocą podłożonej pod tory miny wykolejono pociąg towarowy. Według sprawozdania RSHA (Głównego Urzędu Bezpieczeństwa Rzeszy) z 5 stycznia 1943 r. wybuch wykoleił 3 wagony pociągu towarowego Wehrmachtu i spowodował sześciogodzinną przerwę w ruchu.

## Literatura
- Tomasz Strzembosz - " Akcje zbrojne podziemnej Warszawy 1939-1944", s. 229, PIW 1983, ISBN 83-06-00717-4.